# Hradiště U Svaté Anny
Hradiště u Svaté Anny je pravěké výšinné hradiště severozápadně od Malé Strany v Týně nad Vltavou. Nachází se na východním okraji Neznašova, asi 300 metrů jižně od soutoku Vltavy s Lužnicí. Hradiště bylo osídleno v době bronzové a postavené ve strategické poloze na ostrožně zřejmě mělo za úkol kontrolovat obchodní stezku podél Vltavy. Jeho pozůstatky jsou chráněny jako kulturní památka.

## Historie
Hradiště poprvé popsal Josef Ladislav Píč v devadesátých letech devatenáctého století. V roce 1952 ho povrchově zkoumali František Prošek a Eva Jílková, kteří nalezli malé množství keramiky a datovali je do starší doby halštatské. Datování změnil Antonín Beneš, když hradiště na základě malého archeologického výzkumu zařadil do rané střední doby bronzové. V roce 1985 na hradišti Pavel Břicháček nalezl keramické střepy z raného středověku. Na základě výzkumu z roku 2015 byl hlavním obdobím osídlení lokality přelom starší a střední doby bronzové, ale blíže nejasné využití mělo místo i v mladší době bronzové.

## Stavební podoba
Hradiště bylo postaveno nad soutokem Vltavy a Bohunického potoka na ostrožně, která je součástí Táborské pahorkatiny. Terén ostrožny se svažuje směrem k severu. Snadno přístupnou jižní stranu chránilo opevnění tvořené vnějším příkopem a hradbou, z níž se dochoval val až šest metrů vysoký a přes padesát metrů dlouhý. Val se na obou koncích obloukovitě stáčí k severu a postupně splývá s terénními hranami na bočních stranách ostrožny. Vrchol valu v nadmořské výšce 407 metrů je nejvyšším bodem hradiště. K vybudování hradby byl využit přirozený skalní hřbet. Přibližná rozloha chráněné plochy je 0,7 hektaru.